# Cromato di stronzio
Il cromato di stronzio è un composto inorganico con formula chimica {\displaystyle {\ce {SrCrO4}}}. Può essere ottenuto dal cloruro di stronzio e dal cromato di sodio, oppure dal carbonato di stronzio e dal bicromato di sodio. A temperatura e pressione standard si presenta come un solido cristallino di colore giallo carico.
La sua solubilità in acqua aumenta con la temperatura: a 100 °C è infatti circa 30 volte più alta che a temperatura ambiente.

## Usi
Il cromato di stronzio trova numerosi impieghi, ad esempio:
- Nei pigmenti, come inibitore della corrosione
- Nei processi elettrochimici, per regolare la concentrazione degli ioni solfato nelle soluzioni
- Come colorante nelle resine artificiale e in alcuni prodotti a base di polivinilcloruro
- In ambito pirotecnico, per via delle sue caratteristiche esplosive[1]
- Nelle pellicole in alluminio
- Nella manutenzione dei velivoli, come sostanza anticorrosiva per proteggere componenti in zinco, magnesio, alluminio e di varie leghe
- In ambito artistico, come pigmento nella pittura a olio; in tal caso è chiamato "Giallo di Stronzio"[1]

## Effetti
Il cromato di stronzio è cancerogeno e tossico, prevalentemente a causa della presenza del cromo esavalente ({\displaystyle {\ce {Cr6+}}}). Poiché si è dimostrato che favorisca lo sviluppo del carcinoma del polmone, l'Agenzia internazionale per la ricerca sul cancro ha inserito il composto nel gruppo 1 della classificazione delle sostanze cancerogene.
Il cromato di stronzio è inoltre irritante per la cute, gli occhi e l'apparato respiratorio.